# Rezerwat Narodowy Paracas
Rezerwat Narodowy Paracas (hiszp. Reserva Nacional de Paracas) – rezerwat narodowy w Peru obejmujący obszar zatoki i półwyspu Paracas oraz archipelagu Islas Ballestas. Na terenie parku występuje bogata fauna zwierzęca m.in.: flamingi czerwono-białe, albatrosy, pingwiny Humboldta, kormorany, lwy morskie i inne. Park znany jest również z wyrytego na klifie przy zatoce, 128-metrowego geoglifu (tzw. Kandelabr z Paracas) o kształcie przypominającym kaktus lub kandelabr.